# Rhopalostylis
Rhopalostylis es un género con dos especies de plantas con flores perteneciente a la familia  de las palmeras (Arecaceae).  
Son originarias del Pacífico Sur.  Las hojas tienen de 3 a 5 metros de longitud y sus bases  rodean el tronco.

## Distribución
R. baueri es nativa de la Isla Norfolk y de las Islas Kermadec al noreste de Nueva Zelanda, la población de las Islas Kermadec, anteriormente separados como R. cheesemanii ,  se incluyó en R. baueri in 2005 después de que su comparación no reveló diferencias significativas. R. sapida, conocida como  Nikau Palm, es la única palmera autóctona de Nueva Zelanda, y se encuentra en los bosques de tierras bajas en la Isla Norte, en las zonas costeras de la Isla Sur, que llegaba al sur hasta la Península de Banks, y en las Islas Chatham a 44 grados al sur. 

## Taxonomía
El género fue descrito por H.Wendl. & Drude y publicado en Linnaea 39: 180, 234. 1875.
Etimología
Rhopalostylis: nombre genérico que deriva de las palabras griegas: rhopalon = "club" y stylis = "estilo", en referencia a la forma de pistilada de la flor estaminada.

## Especies
- Rhopalostylis baueri H.Wendl. & Drude
- Rhopalostylis sapida